# 正眼短期大学
正眼短期大学（しょうげんたんきだいがく、英語: Shogen Junior College）は、岐阜県美濃加茂市伊深町876-10に本部を置く日本の私立大学。1955年創立、1955年大学設置。

## 概観

### 大学全体
- 岐阜県美濃加茂市に所在する日本の私立短期大学で、設置主体は学校法人正眼短期大学[1]。
- 1955年に開学、それ以来増設なし。

### 建学の精神（校訓・理念・学是）
- 正眼短期大学における建学の精神は「行学一体」である。「行動と学ぶ事は表裏一体であり、共に影響しあいながら、人格を形成していく」ことを意味する。

### 教育および研究

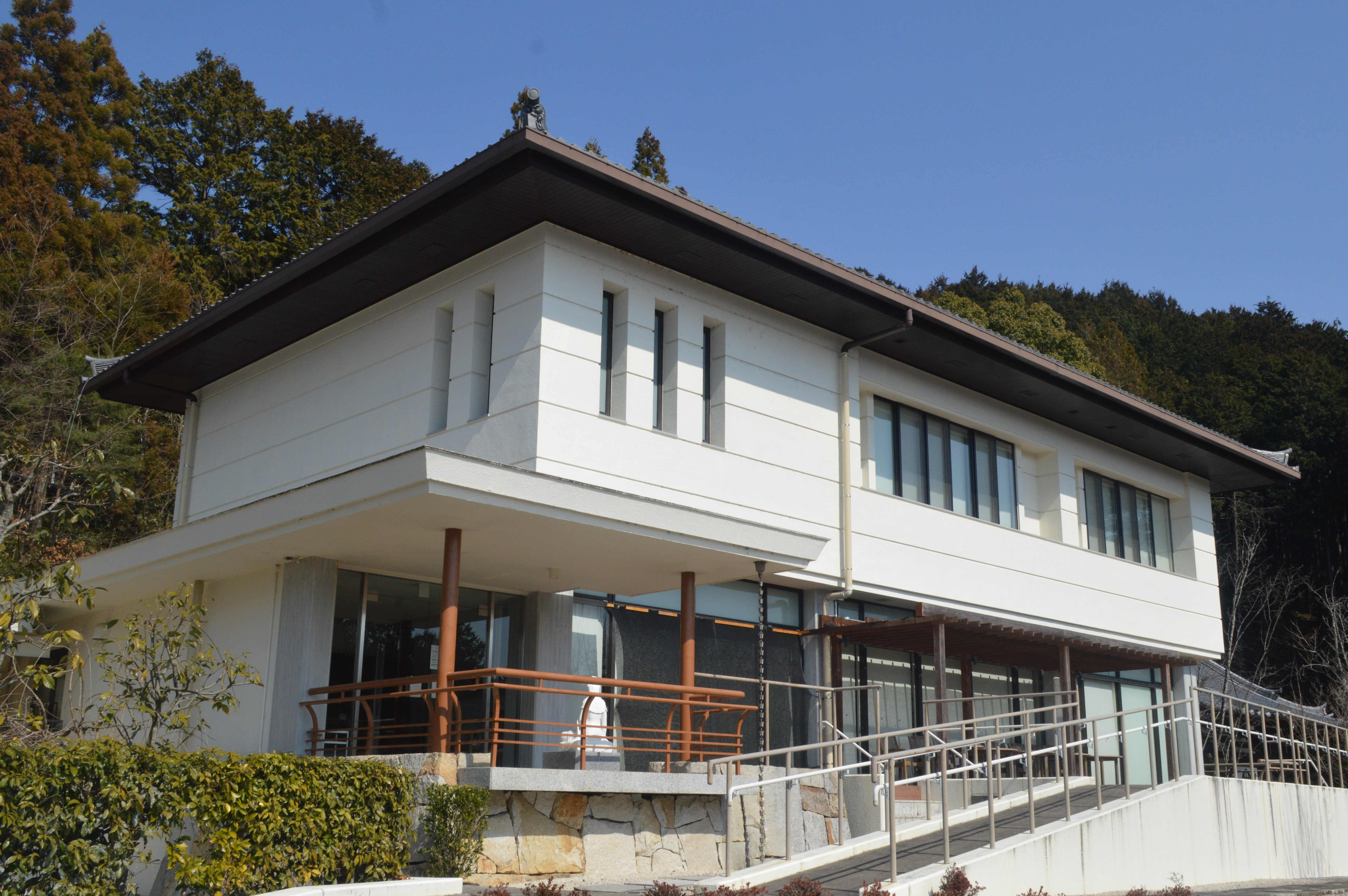
逸外記念図書館

- 正眼短期大学は禅の精神を基に、特に社会人学生の受け入れを積極的に進め、茶道や尺八、陶芸など仏教文化の習得に力を注いでいる。「国際禅学」と「日本文化」の各コースがあったが、今は「禅・人間学科」のみである。「禅と食文化」と称した科目では、精進料理実習が取り入れられている。

### 学風および特色
- 正眼短期大学は臨済宗妙心寺派正眼寺が設立した、禅による人格教育を行う短期大学である。
- 一学年の定員は25名と日本最小の短大で、男子学生が多い。
- 学生募集は4月のみならず10月にも行われており、また働きながら学べるよう長期履修制度を取り入れるなど全国の短大でも稀にみるものがある。そのため、社会人学生や高齢者など多彩な学生が在籍している。
- 外国人留学生を受け入れている。

## 沿革
- 1955年
  - 2月1日 左記を以て文部省[注 1]より短期大学の設置が認可される[注 2]。
  - 4月1日 正眼短期大学が以下の学科体制にて開学[注 3]
    - 宗教科 入学定員30名
- 1958年
  - 5月1日 学生数[6]/定員
    - 宗教科 39[注 4]/60
- 1969年
  - 柴野恭堂が2代目学長に就任。
- 1978年
  - 谷耕月が3代目学長に就任。
- 1980年
  - 山田光成が2代目理事長に就任。
- 1985年
  - 5月1日 学生数[7]/定員
    - 宗教科 47[注 5]/60
- 1986年
  - 5月1日 学生数[8]/定員
    - 宗教科 41[注 6]/60
- 1987年
  - 5月1日 学生数[9]/定員
    - 宗教科 54[注 7]/60

  - 千宗室が3代目理事長に就任。
- 1992年
  - 5月1日 学生数[注 8]/定員
    - 宗教科 89[注 9]/60
- 1994年
  - 山川宗玄が4代目学長に就任。
- 1999年
  - 5月1日 学生数[12]/定員
    - 宗教科 42[注 10]/60
- 2001年
  - 4月1日 宗教科を禅・人間学科に改組する[注 11]。
- 2006年
  - 4月1日 禅・人間学科の入学定員を30→25に減員する[注 12]。

## 基礎データ

### 所在地
- 岐阜県美濃加茂市伊深町876-10

### 象徴
- ホームページほか右記資料も参照のこと[注 13]

### 交通アクセス
- JR高山本線美濃太田駅または名鉄広見線日本ライン今渡駅より送迎バス有り。

## 教育および研究
- 逸外記念図書館

### 学科
- 禅・人間学科 入学定員25名[1]
  - 2001年以前の名称は宗教科。開学時から1学科のみ設置されている（単科大学）。

#### 取得資格について
- 過去には中学校教諭二種免許状（宗教）の認可を受けていたが、概ね1989年度入学生をもって終了している[注 14]

### 附属機関
- 正眼寺
- 逸外記念図書館
- ボランティア・センター

### 研究
- 『正眼短期大学研究紀要』[24]

## 学生生活

### 学園祭
- 毎年11月に学園祭が行われている。

## 施設

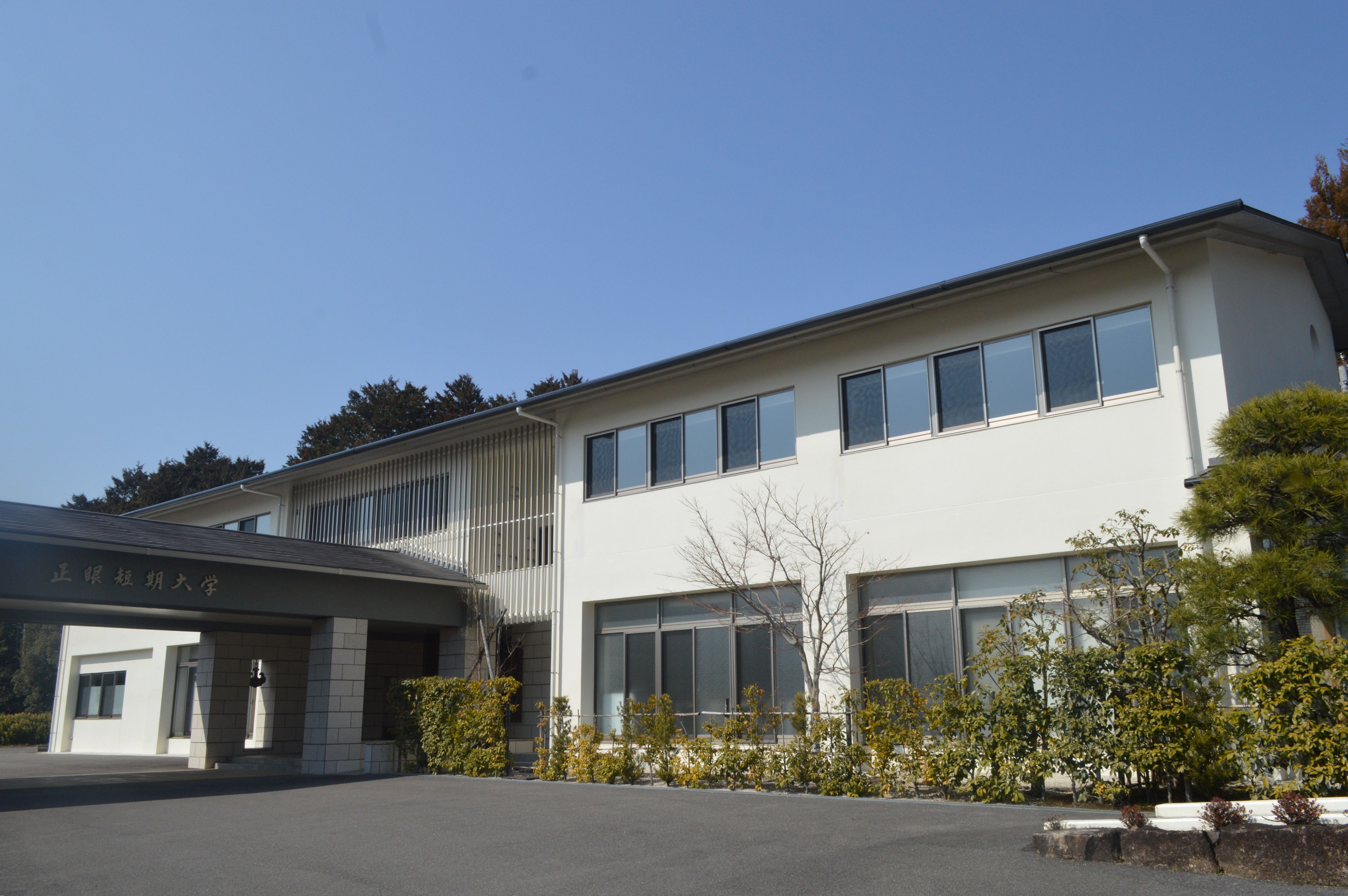
光徳禅文化棟

### キャンパス
- 佛心棟 - 本部棟。事務室・研究室・中講堂・小講堂など。
- 光徳禅文化棟 - 座禅堂・誠心道場・禅文化教室・食堂兼茶道大教室・精進料理教室など。
- 梅熟教室棟 - 室内体育館・教室など。
- 逸外記念図書館
- 陶芸教室
- 多聞窯

### 寮
- 正眼短期大学には「松隠寮」・「洗心寮」と呼ばれる男子寮と「梅熟寮」と呼ばれる女子寮がある。

## 対外関係

### 地方自治体との協定
- 美濃加茂市（地域連携協定、災害時における学校施設の活用に関する協定）

### 他大学等との協定

#### 日本
- 放送大学[25]（単位互換協定）
- 岐阜医療科学大学（教育連携協定）

#### アメリカ
- 北マリアナ短期大学（姉妹校提携、単位互換協定）

#### 中国
- 杭州大学（姉妹校提携）
- 天津商科大学（語学単位協定）
- 鑑真学院（姉妹校提携）

### 関係校
- 花園大学

### 専修学校
- 中部国際医療学院（教育連携協定）

### 高等学校
- 美濃加茂高等学校（高大連携協定）

## 卒業後の進路について

### 就職について
- 住職を目指す人のみならず一般企業へ就職している人もいる。

### 編入学･進学実績
- 系列の花園大学ほか大正大学・愛知学院大学・東海学園大学・高野山大学・相愛大学・追手門学院大学などへの編入学実績もある。

## 大学関係者
- 千玄室（裏千家家元）：理事長
- 山川宗玄：現学長（正眼寺住職）
- アントン・ウィッキー - 特任教授
- 紀野一義：副学長
- 嶋野栄道：客員教授
- 竹貫元勝：特任教授